# Monika Sztreisel
Monika Sztreisel-Pieruta, zapisywana także jako Monika Streisel (ur. 24 lutego 1977) – polska strzelczyni, mistrzyni Europy juniorów.
Była reprezentantką klubu Śląsk Wrocław.
Sztreisel jest dwukrotną medalistką mistrzostw Europy juniorów w drużynie. W 1996 roku zdobyła złoty medal w ruchomej tarczy z 10 metrów (wraz z Marzeną Żabą i Katarzyną Owczarek). Jej rezultat – 345 punktów, był drugim wynikiem w drużynie, a w zawodach indywidualnych pozwolił jej uplasować się na szóstej pozycji (rok wcześniej była piąta). W 1997 roku została wicemistrzynią Europy juniorek w tej samej konkurencji, osiągając ponownie drugi wynik w zespole (344 punkty), oraz ósmy indywidualnie. Skład drużyny uzupełniały Żaba i Owczarek. 
Jako seniorka uplasowała się na 31. miejscu podczas mistrzostw świata w 1998 roku (327 punktów), oraz na 16. pozycji podczas mistrzostw Europy w 1998 roku.
W 2013 roku opublikowała powieść pt. Diabelski anioł czy anielski diabeł?.